# Robert Enrique Muller
Pour les articles homonymes, voir Muller et Robert Muller (homonymie).
Robert Enrique Muller (septembre 1881 - 1921), parfois crédité sous le nom d'Enrique Müller, Jr, était un photographe officiel de la marine des États-Unis. Il a pris des photos de navires militaires en action.

## Biographie
Il est né à New York en septembre 1881 ou 1882 du photographe Enrique Muller et de son épouse Mary. Son père a travaillé au bureau de poste de Kiel en Allemagne, avant émigrer aux États-Unis et s’installer à New York. Le père, Enrique Muller et ses deux enfants, Robert et Theodore, exploitaient un studio de photographie à New York. La famille vivait à Brooklyn, à New York, en 1900. Il photographia la America's Cup de 1901 et envoya des copies de ses photographies à Guillaume II, empereur allemand. Le Kaiser a remercié le photographe en lui envoyant une paire de boutons de manchette en or.
Robert a épousé Caroline vers 1912 et ils ont eu deux enfants, Virginia C. Muller et Robert T. Muller. En 1912, il publie Les Cuirassés de la marine américaine et, en 1913, Les Risques de photographier des navires de combat en action.
Il a été déclaré en faillite le 23 décembre 1915 par le tribunal de district des États-Unis.
En 1917, il publia la United States Navy. En 1920, il s'installe à Los Angeles, en Californie. Il meurt en 1921.

## Galerie

Œuvres de Robert Enrique Muller
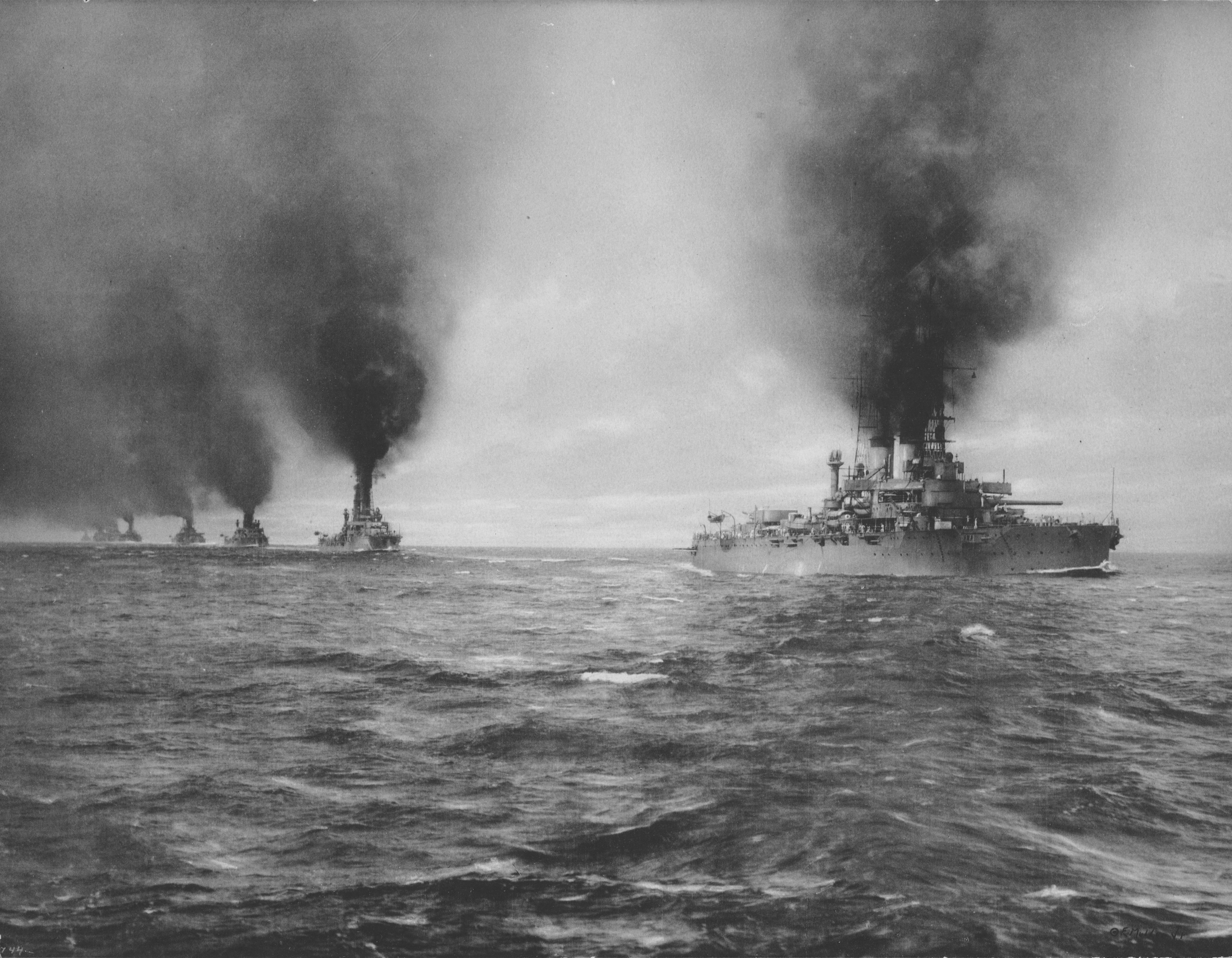
Battleships of the U.S. Atlantic Fleet (1914).
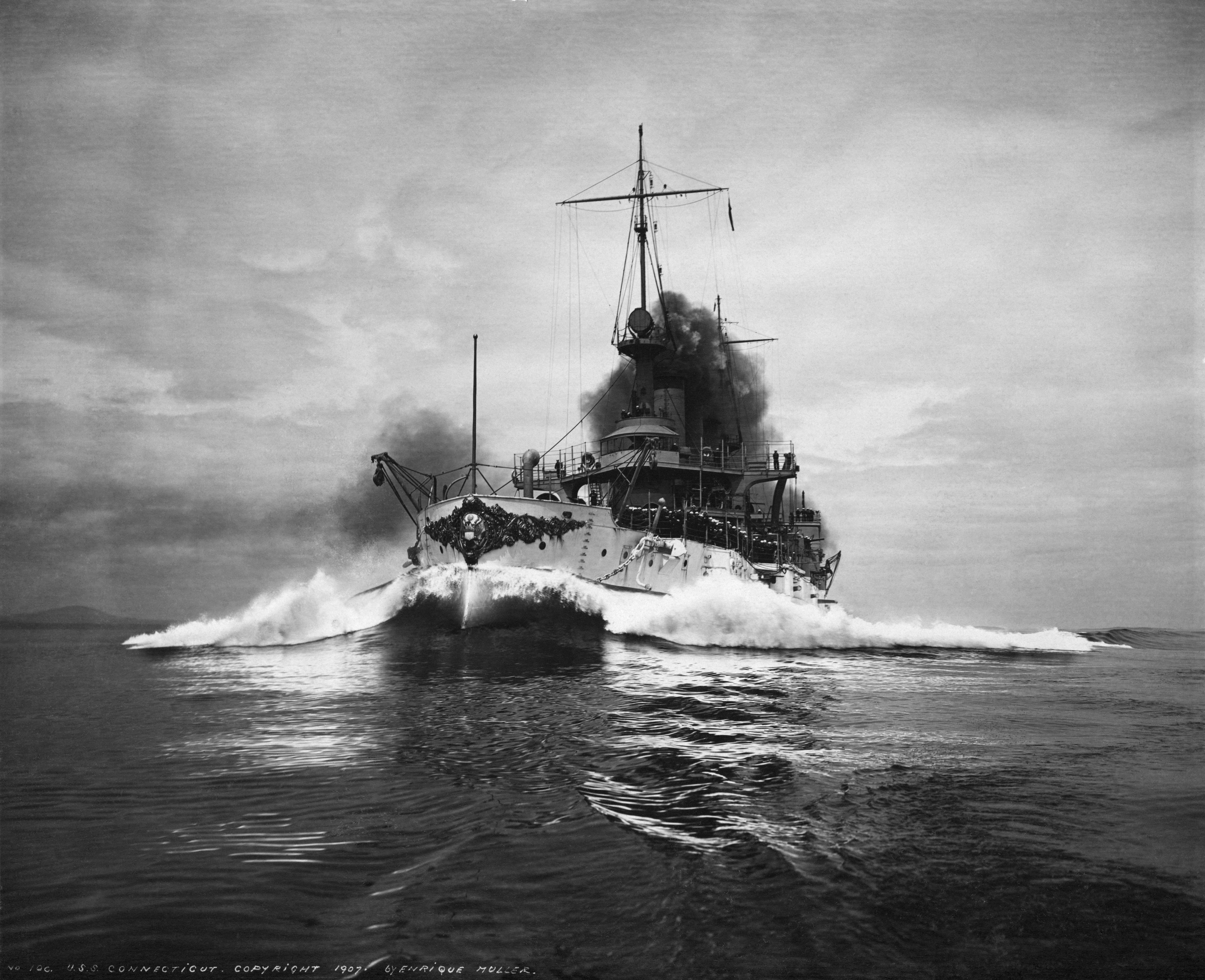
USS Connecticut (1916).
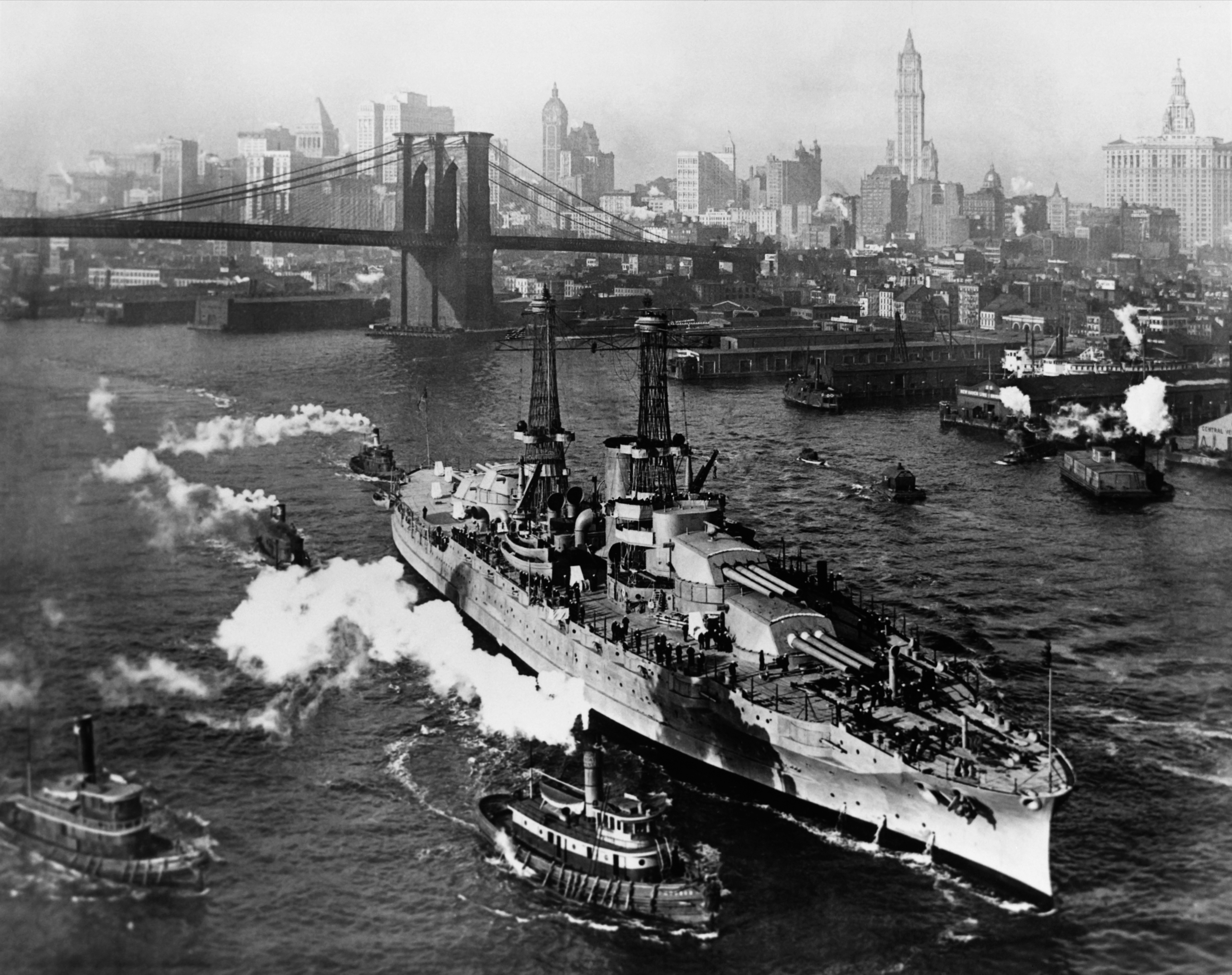
USS Arizona on the East River, New York City (1916).
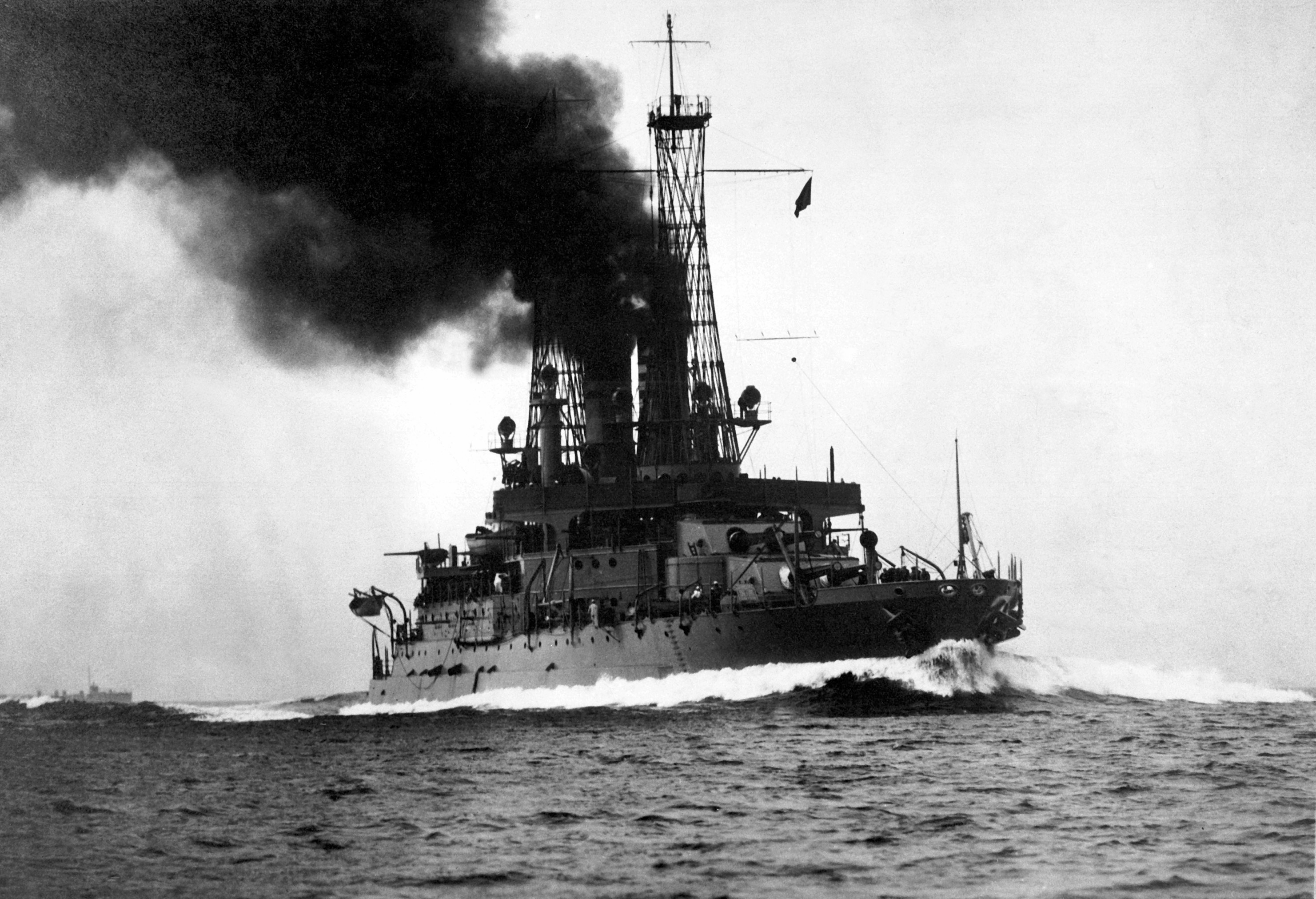
USS Michigan (1918).
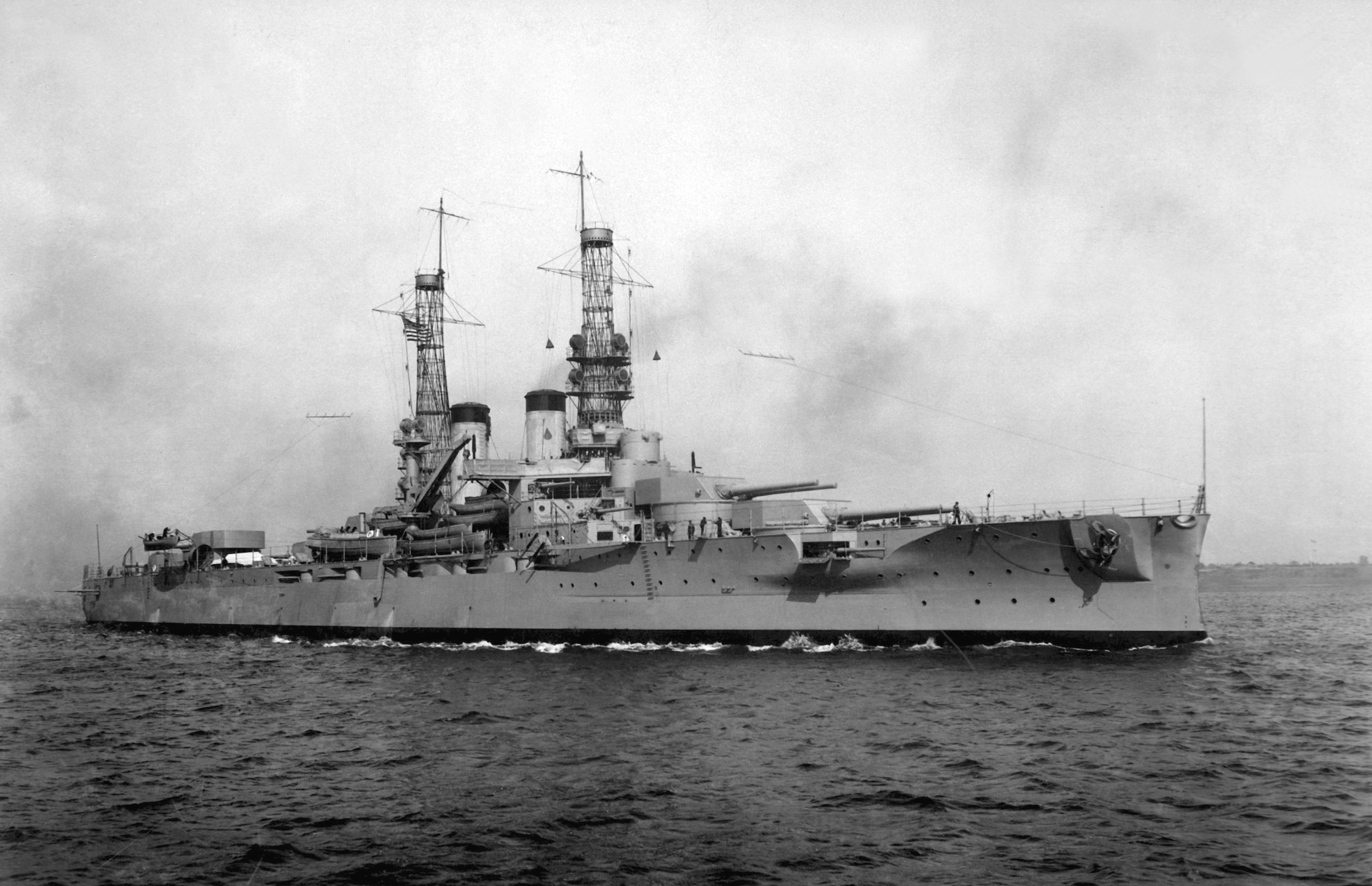
USS Arkansas (1918).